# 唐德山口

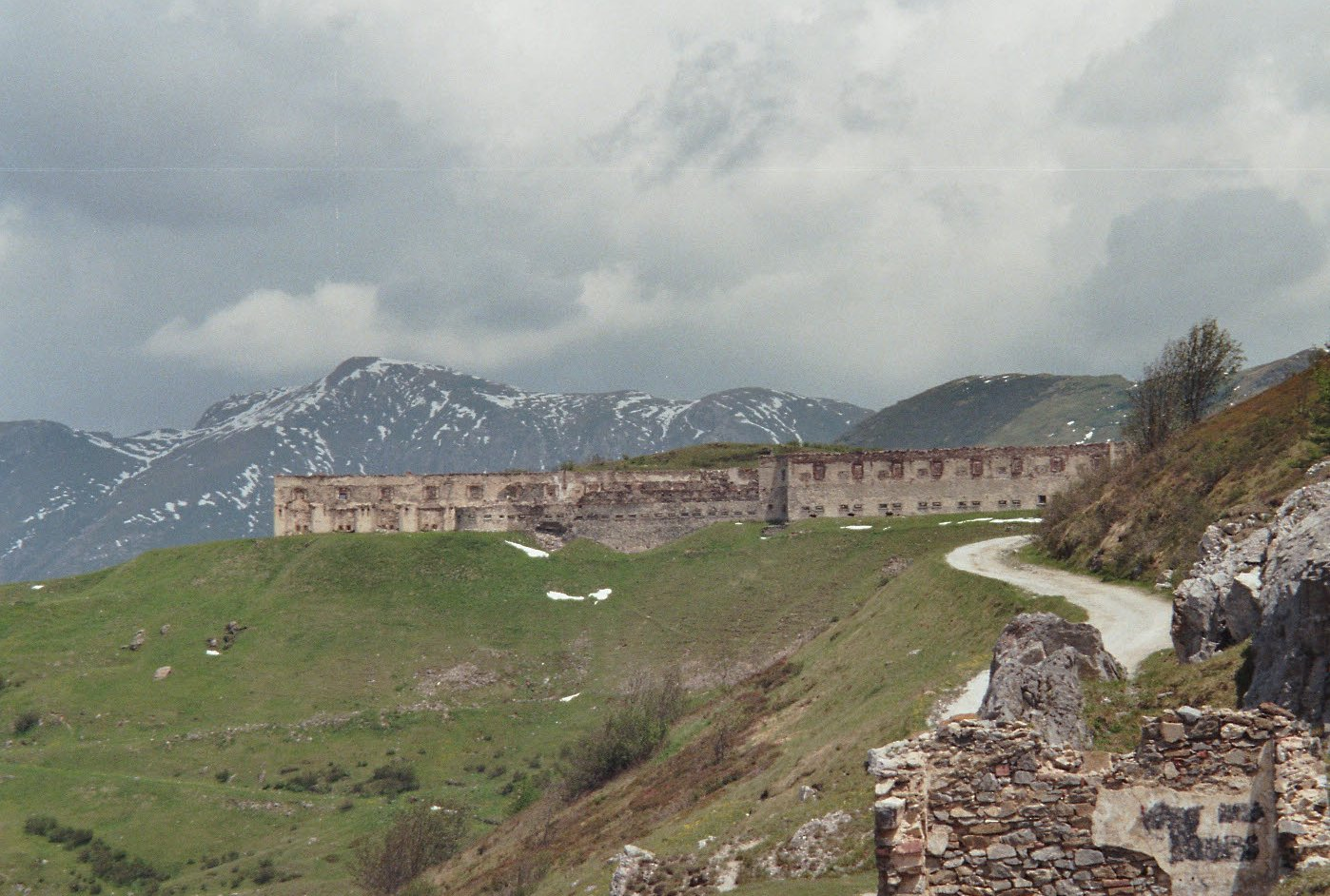

唐德山口（義大利語：Colle di Tenda），位於阿爾卑斯山海拔1870米處的一個山口，靠近法國和意大利邊境，亦是濱海阿爾卑斯山脈與利古里亞阿爾卑斯山脈的分界。1882年開通的唐德山口公路隧道和1898年開通的鐵路隧道均位於山口下方。

## 外部連結
- Profile on climbbybike.com （页面存档备份，存于）
- Alan Heath - Col de Tende （页面存档备份，存于）